# WTA German Open 2023
WTA German Open 2023 (cunoscut și ca Bett1open din motive de sponsorizare) a fost un turneu de tenis profesionist care s-a jucat pe terenuri în aer liber la clubul de tenis Rot-Weiss din Berlin, Germania, în perioada 19-25 iunie 2023. A fost cea de-a 96-a ediție a turneului de nivel WTA 500 din Circuitul WTA 2023.

## Campioni

### Simplu
Pentru mai multe informații consultați WTA German Open 2023 – Simplu

### Dublu
Pentru mai multe informații consultați WTA German Open 2023 – Dublu

## Puncte
| Probă  | C   | F   | SF  | QF  | R16 | R2  | Q   | Q2  | Q1  |
| Simplu | 470 | 305 | 185 | 100 | 55  | 1   | 25  | 13  | 1   |
| Dublu  | 470 | 305 | 185 | 100 | 1   | N/A | N/A | N/A | N/A |